# Polibibita
Polibibita è il termine col quale i futuristi ribattezzano il cocktail, così come "tramezzino" traduce il sandwich, "peralzarsi" il dessert e "pranzoalsole" il picnic. 
Le polibibite si suddividono in decisoni (polibibite caldo-toniche per prendere decisioni importanti), inventine (polibibite rinfrescanti e lievemente inebrianti per trovare idee nuove), prestoinletto (polibibite riscaldanti invernali), paceinletto (polibibite sonnifere) e guerrainletto (polibibite afrodisiache e fecondatrici).
Varie "formule" (ricette) di polibibite si leggono nel libro di Marinetti e Fillia La cucina futurista; di Fillia è rimasta celebre la polibibita Diavolo in tonica nera, composta da 2/4 di succo  d'arancia, 1/4 di grappa, 1/4 di cioccolato liquido e il tuorlo d'un uovo sodo.
Le polibibite sono state riscoperte e rilanciate dagli anni 2010 dal barman Fulvio Piccinino nel suo libro La miscelazione futurista, realizzato con il sostegno di alcune aziende di bibite alcoliche ed analcoliche usate al tempo dai futuristi per le loro creazioni.